# Cartão Verde
Cartão Verde é um telejornal esportivo produzido e exibido pela TV Cultura.
Idealizado por Michel Laurence, foi exibido a partir de 1993 no formato mesa-redonda, uma das poucas coisas que não mudaram no programa, que trocou de dia de exibição, apresentador e comentaristas várias vezes ao longo dos anos.
Recebeu, em 1997, o Troféu APCA de melhor programa jornalístico e, em 2012, deu origem ao Cartãozinho Verde, um programa com comentaristas mirins.

## Exibição
Quando começou a ser exibido, em 7 de março de 1993, o programa era transmitido aos domingos, no entanto com diversos programas do tema sendo exibido nesse dia, a atração mudou para segunda-feira, em 4 de novembro de 2002. Com o passar dos anos mudou para quinta e para quarta e foi exibido às terças-feiras de 2010 a 2016. Em 14 de junho de 2016, o programa passa a ser exibido as quintas-feiras, às 22h00.
O primeiro apresentador do Cartão Verde foi Luís Alberto Volpe, que comandou o programa no início em 1993 ao lado dos comentaristas Armando Nogueira e José Trajano.
Em 1995, a atração passou a ser apresentada por Flávio Prado e ter comentários de Juca Kfouri, além de Juarez Soares e Osmar de Oliveira. Em 1999, Kfouri deixou o programa para trabalhar na RedeTV!, criada naquele ano. A partir de 2000, com a saída de Trajano para atuar apenas na ESPN Brasil, Flávio Prado apresentou o programa até 2003, quando se transferiu para comandar o Mesa Redonda na TV Gazeta. Entre 2002 e 2003, Jorge Kajuru participou do programa.  
Para o lugar de Flávio Prado no comando da atração, a TV Cultura contratou novamente Juca Kfouri, que deixou a RedeTV! e permaneceu no Cartão Verde até 2005. Em 2006, Vladir Lemos assumiu como novo apresentador.
Em 2008, os comentaristas eram Victor Birner, Sócrates e Xico Sá. Com a morte de Sócrates, em dezembro de 2011, e a saída de Sá, em janeiro de 2012, foram contratados Celso Unzelte em junho de 2012 e Roberto Rivellino, em novembro de 2012.
Em agosto de 2019, com a nova programação da TV Cultura, o programa passa ter duas edições semanais às segundas a partir das 19h45 até às 21h15 e às quartas-feiras das 20h15 às 20h45. O programa durou até junho de 2020, quando deu lugar ao Revista do Esporte.
Em 3 de abril de 2023, o programa volta a ser exibido na emissora, justamente nas comemorações de seus 30 anos, com exibição às segundas e quartas, às 20h, tendo como novidade a presença de Oscar Ulisses, narrador histórico do rádio esportivo paulista e brasileiro, e que volta à TV. Participarão também Arnaldo Ribeiro, Mauro Cezar Pereira e Vladir Lemos, que comandará o programa. As edições de quarta terão a participação de Roberto Rivellino.

## Prêmios e indicações
| Ano  | Prêmio      | Categoria                 | Resultado | Ref.   |
| ---- | ----------- | ------------------------- | --------- | ------ |
| 1997 | Troféu APCA | Melhor Programa Esportivo | Venceu    | [ 21 ] |

## Cartãozinho Verde
Em 23 de abril de 2012, a TV Cultura estreou o Cartãozinho Verde, com Cristina Mutarelli como apresentadora e com quatro comentaristas: João Braga, Eric Lanfredi, Pedro Crema e Matheus Ribeiro, cada qual representado uma equipe paulista: Corinthians, Palmeiras, São Paulo e Santos, respectivamente.
Em 30 de março de 2013, o programa ganhou mais quinze minutos de duração, passando a durar trinta minutos e trocou de apresentadora, com Paula Vilhena substituindo Mutarelli.
Em 2013, Gabriela França assume o comando do programa, até o seu fim em dezembro de 2014, quando programa deixa a grade da emissora sem nenhum motivo.

## Ligações Externas
- «Sítio oficial»
- Cartão Verde no Facebook
- Cartão Verde no X